# Sella di Leonessa
De Sella di Leonessa is een Italiaanse bergpas die de verbinding vormt tussen de plaatsen Rieti en Leonessa in de regio Latium. De pashoogte is vanuit beide richtingen te bereiken over een goed onderhouden weg.
Ten westen van de pashoogte ligt de 2216 meter hoge Monte Terminillo. De top van deze berg is vanaf dit punt over een goed begaanbaar wandelpad te bereiken. Ten zuiden van de Sella di Leonessa ligt de belangrijke wintersportplaats Terminillo. Nabij de pashoogte takt in oostelijke richting een steenslagweg af die naar de plaats Antrodoco dat aan de historische Via Salaria ligt.

## Afbeeldingen

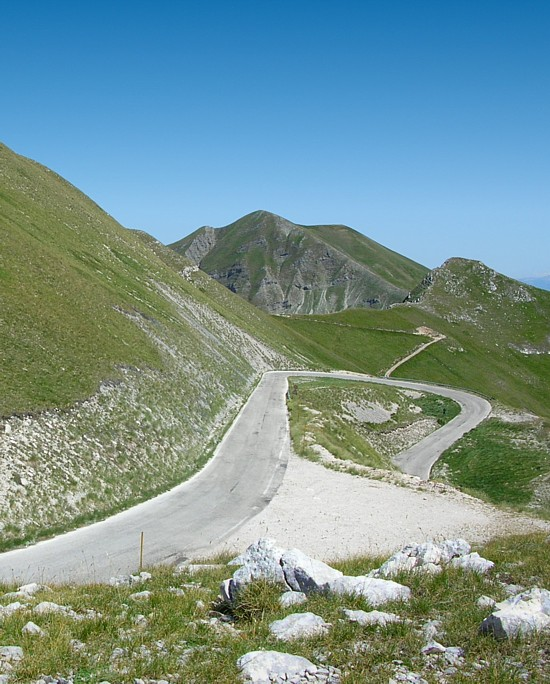
De pashoogte

Agnello · Aprica · Assietta · Baremone · Brenner · Brocon · Cadibona · Capannelle · Campolongo · Costalunga · Croce Dominii · Cuvignone · Duran · Esischie · Falzarego · Fauniera · Fedaia · Finestre · Forcola di Livigno · Foscagno · Gardena · Gavia · Giau · Giogo di Bala · Grote Sint-Bernhard · Jaufen · Joux · Kleine Sint-Bernhard · Lavaze · Leonessa · Lombarda · Maddalena · Manghen · Maniva · Mendel · Montgenèvre · Mont-Cenis · Monte Cristo · Mortirolo · Nigra · Nivolet · Penser Joch · Platigliolepas · Pfitscherjoch · Plöcken · Pordoi · Pratoriscio · Predil · Presolana · Reschen · Rolle · Sampeyre · San Carlo · San Marco · San Pellegrino · San Zeno · Scale · Sella · Sestriere · Sommeiller · Splügen · Staller Sattel · Staulanza · Stelvio · Tenda · Timmelsjoch · Tonale · Tre Croci · Tremalzo · Umbrail · Val Bighera · Valcavera · Valles · Valparola · Via del Sale · Vivione · Würz